# Гортинский, Александр Игоревич
Александр Игоревич Гортинский (род. 3 сентября 1968) — советский и российский футболист и игрок в мини-футбол, спортивный функционер.

## Биография
Начинал играть в футбольной школе «Перовец» Москва, из которой он перешёл в футбольный клуб «Динамо» Москва, где продолжил своё образование играя за дублирующий состав и школу. Тренеры Геннадий Борисович Кузнецов и Алексей Алексеевич Водягин. В 1986 году становится чемпионом СССР по футболу среди команд 1969 г.р., а спустя два года чемпионом СССР по футболу среди дублирующих составов. В 1990 году выступал за «Дружбу» Майкоп.
С конца 1990 больше времени посвящал мини-футболу. В 1991 году в составе московского КСМ-24 одержал победу в единственном чемпионате СССР по мини-футболу.
1993—1997 выступал за финские футбольные клубы «КаукПа» Кауконен и «Висан Палло» Кеми, при этом продолжая выступать за «КСМ-24», «МИНКАС» и «Факел» Сургут.
1998—2003 Гортинский играл за мини-футбольный клуб «FTK», где трижды становится чемпионом Финляндии (1999, 2001, 2002) и дважды признаётся лучшим игроком чемпионата (2001, 2002). Одновременно в России стал играющим генеральным директором футзального (FIFUSA) клуба «Спартак» Москва, где он дважды становится чемпионом России (1999, 2000), дважды вице-чемпионом (2001, 2002), бронзовым призёром (1998), обладателем Кубка России (1999), дважды Суперкубка России (1999, 2001), дважды обладателем Кубка Европейских Чемпионов (2001, 2002, уже являясь тренером)
В составе сборной СССР провёл три турнира в 1991 году.
В 2002 году вместе с Ринатом Дасаевым и Ренатом Атауллиным являлся инициатором создания «ФК КРЦ Арбат», где работал генеральным директором до 2007 года.
В 2007—2008 являлся тренером и начальником команды МФК «Норильский Никель», некоторое время исполнял обязанности главного тренера.
В настоящее время[когда?] работает на должности спортивного директора в МФК «Динамо».